# Assemblea vallona
L'Assemblea vallone (in francese: Assemblée wallonne) è un'organizzazione belga di azione vallona  creata nel 1912, sotto iniziativa di Jules Destrée, come parlamento non ufficiale della Vallonia. Il 20 aprile 1913 fu presa la prima decisione dell'assemblea: il Gallo vallone come bandiera, "Wallon toujours" come motto e festa vallona, che cadeva l'ultima domenica di settembre. Il simbolo del gallo è stato utilizzato come tributo alla Repubblica francese.
Una sorta di Parlamento vallone informale, l'Assemblea vallona fino al 1940 unì i delegati di tutti i gruppi d'azione vallona nonché i parlamentari eletti nei distretti valloni: l'obiettivo dell'Assemblea vallona è studiare le modalità del separazione amministrativa, in altre parole per proporre una nuova organizzazione istituzionale del Belgio che garantisca ai valloni di non essere più sottovalutati continuamente.